# Hrubý Šúr
Hrubý Šúr este o comună slovacă, aflată în districtul Senec din regiunea Bratislava. Localitatea se află la altitudinea de 126 m deasupra n.m., se întinde pe o suprafață de 6,21 km2 și în 2017 număra 971 de locuitori.

## Istoric
Localitatea Hrubý Šúr este atestată documentar din 1245.

## Demografie
| An:                | 1994 | 2004   | 2014    | 2024    |
| ------------------ | ---- | ------ | ------- | ------- |
| Număr de persoane: | 596  | 647    | 860     | 1128    |
| Diferență:         |      | +8,55% | +32,92% | +31,16% |

| An:                | 2023 | 2024   |
| ------------------ | ---- | ------ |
| Număr de persoane: | 1110 | 1128   |
| Diferență:         |      | +1,62% |